# Zürcher Kammerorchester

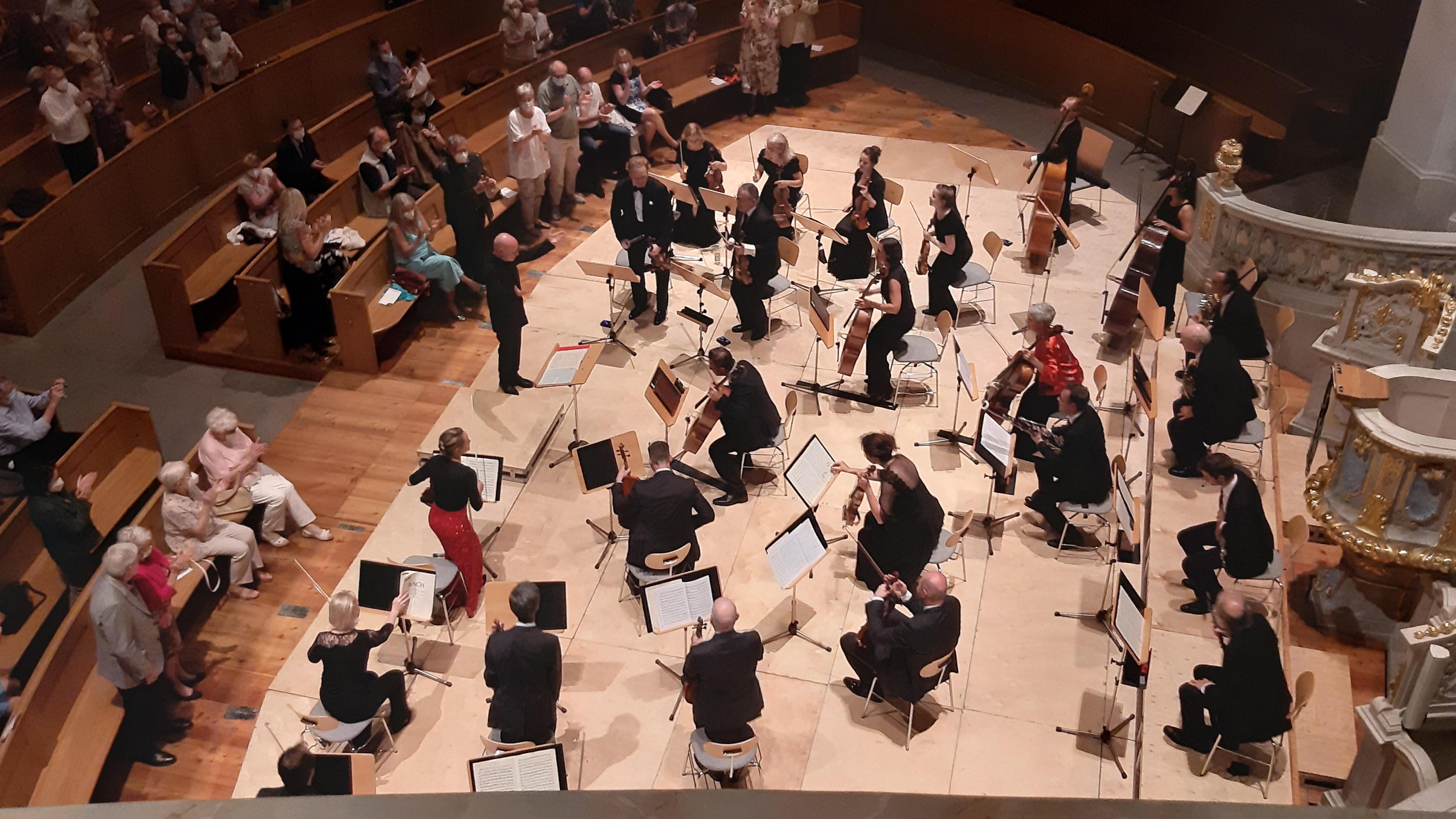
Das Zürcher Kammerorchester in der Dresdner Frauenkirche (2021)

Das Zürcher Kammerorchester (ZKO, international Zurich Chamber Orchestra) ist ein 1945 gegründetes, in Zürich beheimatetes Kammerorchester. Das ZKO besteht heute aus 28 festen Mitgliedern (Streicher, Flöte, Oboe, Horn, Cembalo), gelegentlich spielt es in erweiterter Besetzung mit zusätzlichen Streichern sowie Holzbläsern, Blechbläsern, Harfe und Schlagzeug.

## Geschichte
Das Kammerorchester wurde 1945 kurz nach dem Zweiten Weltkrieg von Edmond de Stoutz gegründet, der es bis 1996 leitete. Anfangs nannte sich das Orchester «Hausorchester-Vereinigung Zürich», seit 1951 spielt es unter seinem heutigen Namen. 1996 übernahm Howard Griffiths die Leitung, anschliessend 2006 bis 2011 Tang Muhai, von 2011 bis 2016 war Roger Norrington Chefdirigent. Seit 2016 hat Daniel Hope die Leitung inne.
Das Orchester gibt jährlich in Zürich rund 40 Konzerte sowie etwa 40 Kinderkonzerte und tritt ausserdem im In- und Ausland auf. Dabei arbeitete es mit international bekannten Solisten zusammen wie beispielsweise Yehudi Menuhin, Ulf Hoelscher, Renaud Capuçon, Janine Jansen, Mischa Maisky, Heinrich Schiff, Gaspar Cassadó, Martha Argerich, Arturo Benedetti Michelangeli, Güher und Süher Pekinel, Martin Helmchen, Sabine Meyer, Maurice André, Aurèle Nicolet, Maurice Steger, Harry White, Chilly Gonzales, Agnes Giebel, Edita Gruberová und Teresa Berganza.
Das ZKO ging mehrmals auf Welttournee. Von den bisher über 6000 Konzerten fanden 1800 im Ausland statt. 1951 gab das ZKO sein erstes Auslandskonzert im Mailänder Piccolo Teatro, es folgten Reisen durch ganz Europa. Als erstes Schweizer Orchester absolvierte das ZKO 1956 eine Tournee durch die Vereinigten Staaten und Kanada sowie 1954 und 1985 durch die UdSSR. Weitere Tourneen unternahm das Orchester durch Nord- und Südamerika, Asien (z. B. China, Südkorea, Singapur), Ozeanien und Israel.
Das ZKO konzertierte zum Beispiel im Herodes Attikus Theater in Griechenland, auf der Bühne des antiken Caesarea,  in der Hamburger Elbphilharmonie, in der Dresdner Frauenkirche oder in der Alten Oper Frankfurt. Unter der Leitung von Roger Norrington trat das ZKO im Jahr 2014 zwei Mal bei den BBC Proms in der Royal Albert Hall auf. Es  spielte zudem bei Festivals wie den Bregenzer Festspielen, dem Schleswig-Holstein Musikfestival, dem Rheingau Musik Festival, den Festspielen Mecklenburg-Vorpommern und dem Gstaad Menuhin Festival.
Das Orchester hat zahlreiche Werke zur Uraufführung gebracht und eine umfangreiche Diskografie veröffentlicht. 2017 wurden zwei Aufnahmen mit je einem Echo Klassik in der Kategorie «Klassik ohne Grenzen» ausgezeichnet: For Seasons mit Daniel Hope (Violine) und ÜberBach mit Sebastian Knauer (Klavier).

## Spielstätten
Seit 2002 sind Musiker und Administration im ZKO-Haus in der Nähe des Bahnhofs Zürich Tiefenbrunnen zuhause. Dort finden sämtliche Proben des Orchesters sowie Kammermusik- und Kinderkonzerte, CD-Aufnahmen und private Konzerte statt. Der Konzertsaal bietet Platz für ca. 200 Besucher. Grössere Konzerte mit bis zu 1200 Besuchern finden in der Tonhalle, im Schauspielhaus Zürich und in verschiedenen Kirchen statt.

## Crossover-Projekte
In den letzten Jahren führte das Orchester zahlreiche Crossover-Projekte durch, auch mit dem Ziel, ein jüngeres Publikum für klassische Konzerte zu gewinnen. Bei diesen Projekten kam es zur Zusammenarbeit mit Künstlern wie der Sitar-Spielerin Anoushka Shankar, der Hard-Rock-Band Gotthard, dem Liedermacher Pippo Pollina und der Band Lunik, klassische Musik verschmolz mit Rock, Pop oder World Music. 2017 spielte das ZKO an der Eiskunstlaufgala Art on Ice in Zürich und vereinte im selben Jahr beim Digital Festival 2017 klassische Musik mit den Techno-Beats von Pantha du Prince, Tanz und 3D-Videoprojektionen. Im Rahmen einer Zusammenarbeit mit dem Schauspieler Klaus Maria Brandauer als Artist in Residence (2016/17) war der Schwerpunkt die Verbindung von klassischer Musik mit dem gesprochenen Wort, in der darauffolgenden Saison wurden Kunstformen wie beispielsweise Action Painting oder Fotografie in die Konzerte integriert.

## Finanzierung
Von seiner Gründung 1945 bis 1963 war das Orchester finanziell weitgehend selbsttragend. Einzig durch eine hohe Anzahl an Konzerten im In- und Ausland und einer auf Solidarität beruhenden Lohnstruktur konnte das Orchester finanziert werden. Edmond de Stoutz verzichtete jahrelang auf ein Honorar, und die Musiker akzeptierten familiensituationsbedingte Gagen. Im Jahr 1963 initiierten Urs Schwarz und Edmond de Stoutz die Gründung der Gesellschaft der Freunde des Zürcher Kammerorchesters (GFZKO), um private Mäzene zu gewinnen. Zu den Mitgliedern zählen heute unter anderem Elisabeth Kopp, Walter Bechtler, Sigmund Widmer, Walter Haefner, Hans Heinrich Coninx und Fred Luchsinger. Seit 1969 erhält das Orchester auch Subventionen von der Stadt Zürich.

## Chefdirigenten
- 1945–1996: Edmond de Stoutz
- 1996–2006: Howard Griffiths
- 2006–2011: Muhai Tang
- 2011–2015: Sir Roger Norrington
- 2015–2016: Willi Zimmermann
- seit 2016: Daniel Hope

## Uraufführungen (Auswahl)
- 1953 – Peter Mieg: Concerto da camera per archi, pianoforte e timpani. Dirigent: Edmond de Stoutz (Kunsthaus Zürich)
- 1953 – Paul Müller-Zürich: Sinfonia II in e für Streicher und Flöte op.53. Dirigent: Edmond de Stoutz (Kunsthaus Zürich)
- 1955 – Wladimir Vogel: Goethe-Aphorismen für Sopran und Streichinstrumente. Dirigent: Edmond de Stoutz (Teatro La Fenice)
- 1957 – Walter Gieseler: Konzert für Streichorchester. Dirigent: Edmond de Stoutz (Düsseldorf)
- 1959 – Paul Huber: Divertimento für Streicher. Dirigent: Edmond de Stoutz (Tonhalle Zürich)
- 1961 – Ernst Widmer: Hommages à Frank Martin, Béla Bartòk et Igor Strawinsky pour hautbois solo, timbales ad libitum et orchestre à cordes. Dirigent: Edmond de Stoutz (Tonhalle Zürich)
- 1964 – Rudolf Kelterborn: Kammersinfonie II. Dirigent: Edmond de Stoutz (Kirche Saanen)
- 1965 – Robert Suter: Fantasia für Klarinette, Harfe und 16 Solostreicher. Dirigent: Edmond de Stoutz (Zürich)
- 1965 – Klaus Huber: Cantio – Moteti – Interventiones. Dirigent: Edmond de Stoutz (Kirche Saanen)
- 1965 – Ferenc Farkas: Trittico concertato für Violoncello und Orchester. Dirigent: Edmond de Stoutz (Teatro La Fenice)
- 1968 – Arthur Furer: Fantasie für Klavier und Orchester. Dirigent: Edmond de Stoutz (Tonhalle Zürich)
- 1971 – Armin Schibler: Huttens letzte Tage für Bariton und grosses Orchester. Dirigent: Edmond de Stoutz (Tonhalle Zürich)
- 1973 – Frank Martin: Polyptyque. Six images de la passion du Christ. Dirigent: Edmond de Stoutz (Lausanne)
- 1973 – Krzysztof Penderecki: Intermezzo für 24 Streicher. Dirigent: Edmond de Stoutz (Tonhalle Zürich)
- 1974 – Robert Blum: Concertino für Klarinette in A und Streichorchester. Dirigent: Edmond de Stoutz (Theater 11)
- 1977 – Albert Moeschinger: Chiaroscuro für Streichorchester. Dirigent: Edmond de Stoutz (Tonhalle Zürich)
- 1978 – Éric Gaudibert: Divertimento pour orchestre à cordes. Dirigent: Edmond de Stoutz (Tonhalle Zürich)
- 1980 – Norbert Moret: Suite à l'image du Temps pour deux orchestres à cordes. Dirigent: Edmond de Stoutz (Tonhalle Zürich)
- 1984 – Rolf Urs Ringger: Adagio sospeso für Streichorchester. Dirigent: Edmond de Stoutz (Tonhalle Zürich)
- 1986 – Meinrad Schütter: Klavierkonzert. Dirigent: Christof Escher (Theater 11)
- 1987 – Walter Baer: Souvenir de Brandenbourg. Dirigent: Edmond de Stoutz (Tonhalle Zürich)
- 1990 – Carl Rütti: Sommernacht. Dirigent: Edmond de Stoutz (Tonhalle Zürich)
- 1998 – Peter Wettstein: Blaue Stunde für 21 Solostreicher. Dirigent: Howard Griffiths (Tonhalle Zürich)
- 1998 – Christoph Stiefel: Sweet Paradox. Konzert für Klavier, Streichorchester und Perkussion. Dirigent: Howard Griffiths  (Kaufleuten Zürich)
- 1999 – Christoph Neidhöfer: Glimpses (Auf den Spuren eines Programms). Dirigent: Howard Griffiths  (Schule für Gestaltung Zürich)
- 1999 – Mischa Käser: Untitled I. Dirigent: Howard Griffiths  (Kirche St. Peter)
- 2000 – Roland Moser: Pas de deux imaginaire. Dirigent: Howard Griffiths  (Kirche St. Peter)
- 2000 – Heinz Marti: Muotathaler Nachtmusik für Streichorchester und Schwyzerörgeli. Dirigent: Howard Griffiths  (Tonhalle Zürich)
- 2002 – Martin Schlumpf: Waves. Konzert für Solo-Cello, obligate Trompete, Streichorchester und Computer. Dirigent: Howard Griffiths  (Murten)
- 2002 – Mario Beretta: Portrait eines Streichorchesters. Dirigent: Howard Griffiths  (ZKO-Haus)
- 2002 – Robert Suter: Aria. Dirigent: Howard Griffiths (Stadthaus Winterthur)
- 2002 – Ernst Pfiffner: Biblische Szene. Dirigent: Howard Griffiths (Stadthaus Winterthur)
- 2002 – Rolf Urs Ringger: Steps in the Night. Dirigent: Howard Griffiths (Tonhalle Zürich)
- 2003 – Stefano Gervasoni: Un leggero ritorno di cielo für 22 Streicher. Dirigent: Howard Griffiths (Tonhalle Zürich)
- 2003 – Bettina Skrzypczak: Phototaxis für Streichorchester. Dirigent: Howard Griffiths (Tonhalle Zürich)
- 2007 – David Sonton-Caflisch: Winter. Dirigent: Muhai Tang (Tonhalle Zürich)
- 2008 – Rodolphe Schacher: Apparitions. Dirigent: Muhai Tang (Tonhalle Zürich)
- 2009 – Tan Dun: Symphony for Strings. Dirigent: Tan Dun (Tonhalle Zürich)
- 2010 – Daniel Schnyder: Faust Concerts Part 1 & 2. Dirigentin: Graziella Contratto (ZKO-Haus)
- 2010 – Heinz Spoerli: Ballett: Der Tod und das Mädchen. Dirigent: Willi Zimmermann (Tonhalle Zürich)
- 2013 – Tobias Krebs: ...Cuando el fuego abrasa...für Gitarre und Streichorchester. Dirigentin: Graziella Contratto (Hochschule Musik und Theater Zürich)
- 2016 – Fabian Müller: Canto für Streichorchester. Dirigent: Willi Zimmermann (Tonhalle Zürich)
- 2017 – Matthias Mueller: Piccolo Concerto Grosso für 2 Bassettklarinetten. Dirigent: Daniel Hope (ZKO-Haus)

Quelle:
- 2020 - Cécile Marti: Seeing Time 2. Ballett, für Kammerorchester. Dirigent: Daniel Hope (ZKO-Haus)
- 2021 - Luzia von Wyl: Ijen. Dirigent: Willi Zimmermann (Volkshaus Zürich)
- 2021 - Christoph Baumann: Kleiner Schleuderkurs mit Claude Debussy. Dirigent: Willi Zimmermann (Volkshaus Zürich)
- 2021 - Daniel Schnyder: Little Jazz Symphony for Ravel. Dirigent: Willi Zimmermann (Volkshaus Zürich)
- 2023 - Martin Wettstein: The temple of silence. Konzert für zwei Violinen und Streichorchester. Dirigent: Daniel Hope (Tonhalle Zürich)
- 2023 - David Bruce: Lully Loops. Konzert für Violine und Streichorchester. Dirigent: Daniel Hope (Tonhalle Zürich)

## Diskografie (Auswahl)
- Bartók, Paul Müller-Zürich: Divertimento for strings (Sz113), Sinfonia no. 2 for strings and flute op. 53. Mit André Jaunet, Flöte; Dirigent: Edmond de Stoutz (Decca; 1954)
- Wiener Moderne Schule. Werke von Schönberg, Webern, Berg. Dirigent Edmond de Stoutz (Amadeo; 1963)
- Italienisches Barock. Werke von Albinoni, Tartini, Geminiani, Locatelli. Dirigent: Edmond de Stoutz (Amadeo; 1963)
- Barockmusik aus England. Werke von Purcell, Locke, Stanley, Dowland. Dirigent: Edmond de Stoutz (Amadeo; 1964/65)
- Die virtuose Viola da Gamba. Werke von Tartini und Telemann: Mit Eva Heinitz, Viola da Gamba; Dirigent: Edmond de Stoutz (Amadeo; 1965)The Bravura Bach. Mit Adolf Scherbaum, Trompete; Ulrich Lehmann, Violoncello; André Jaunet und André Lardrot, Oboe; Dirigent: Edmond de Stoutz. (Vanguard Records; 1965)
- Rameau, Leclair, Boismortier, Charpentier: Französisches Barock. Dirigent: Edmond de Stoutz (Sonographic; 1974/75)
- J. J.Quantz, C. Stamitz: Peter-Lukas Graf spielt Flötenkonzerte. Mit Peter-Lukas Graf, Flöte; Dirigent: Edmond de Stoutz (Claves; 1978)
- Bellini, Haydn, Hummel, Mozart: Classical Trumpet Concertos. Mit Maurice André, Trompete; Dirigent: Edmond de Stoutz (EMI; 1991)
- Franz von Suppé: Requiem. Mit Malin Hartelius, Sopran; Verena Barbara Gohl, Alt; Wolfgang Bünten, Tenor; Oliver Widmer, Bass; Zürcher Konzertchor; Dirigent: Edmond de Stoutz (Novalis; 1993)
- Mozart: Symphonien 25, 15 und 36. Dirigent: Howard Griffiths (Novalis; 1997)
- Camille Saint-Saëns: Le Carnaval des Animaux / Beethoven Variations op. 35 / Introduction et Rondo capriccioso op. 28.  Mit Ferhan & Ferzan Önder, Klavier; Dirigent: Howard Griffiths (Schweizer Radio DRS/Christophorus; 1997)
- Ferdinand Ries: Sinfonien 1 bis 8. Dirigent: Howard Griffiths (cpo; 1999–2002)
- Season's Greetings. Werke von Boccherini, Corelli, Dvořák, Mozart, Eybler, Marais, Puccini, Strauss, Reger. Mit Maurice Steger, Blockflöte; Daniel Hellmann, Sopran;  Raphael Höhn, Alt; Naoki Kitaya, Cembalo;  Yasunori Imamura, Theorbe; Dirigent: Howard Griffiths (ZKO; 1999)
- Willy Burkhard – Concertino op. 60 / Toccata op. 55 / Konzer op. 50. Mit Patrick Demenga, Cello; Dirigent: Howard Griffiths (Novalis; 1999)
- Haydn: Die Schöpfung. Mit Edita Gruberova, Sopran;  Andreas Scheidegger, Tenor;  Alfred Reiter, Bass; Zürcher Sängerknaben, Dirigent: Howard Griffiths (Nightingale classics;  2000)
- Konzerte für Schweizer Volksmusikinstrumente: Werke von Daetwyler, Heinz Marti, Huber. Mit Matthias Kofmehl, Alphorn; Markus Flückiger, Schwyzerörgeli; Matthias Ziegler, Flöte und anderen; Dirigent: Howard Griffiths (Migros-Genossenschafts-Bund; 2000)
- Ignaz Pleyel: Symphonies. Mit Jakub Dzialak, Violine; Riccardo Bovino, Klavier; Dirigent: Howard Griffiths (cpo; 2002)
- Quodlibet – selten Gehörtes von Mozart. Dirigent: Howard Griffiths (Philips; 2002)
- Gabor Boldoczky plays Michael Haydn, J. Haydn, Mozart, Hummel. Dirigent: Howard Griffiths (Sony Music Entertainment; 2003)
- Sharon Isbin plays Baroque Favorites for Guitar. Werke von Albinoni/Bach/Vivaldi. Mit Sharon Isbin, Gitarre; Dirigent: Howard Griffiths (Warner Classics; 2003)
- Fazil Say: Mozart. Klavierkonzerte Nr. 12, 21 und 23. Mit Fazil Say, Klavier; Dirigent: Howard Griffiths (Naive classique; 2004)
- Hommage à Mozart. Werke von Mozart. Dirigent: Muhai Tang (Universal Music Group/Philips Classics Records; 2006)
- Bach & Sons. Werke von J. S. Bach, C. P. E. Bach. J. Chr. Bach. Mit Sebastian Knauer, Klavier; Dirigent: Sir Roger Norrington (Berlin Classics; 2011)
- Antonio Rosetti: Oboe Concertos / Symphonies. Mit Kurt Meier, Oboe; Dirigent: Johannes Moesus (cpo/DRS; 2011)
- Shostakovich & Lewensohn: Sonata For Viola / ViolAlive. Mit Gilad Karni, Viola; Dirigent: Ariel Zuckermann (Sony Classical; 2011)
- Die wilden Schwäne: Ein Märchen frei nach Hans Christian Andersen. Mit Sandra Studer, Erzählerin; Dirigent: Jochen Rieder (2011)
- Vienna 1789. Werke von Mozart, Haydn und Beethoven. Mit Sebastian Knauer, Klavier; Dirigent: Sir Roger Norrington (Berlin Classics; 2013)
- Serenade: Songs for Clarinet. Werke von Brahms, Grieg, Mozart, Schubert und Schumann. Mit Fabio Di Càsola, Klarinette (Sony Classical; 2013)
- Stravinsky: Histoire du Soldat / Dumbarton Oaks: Danses concertantes. Dirigent: Sir Roger Norrington (Sony Classical; 2013)
- Johann Sebastian Bach: Klavierkonzerte BWV 1052–1058. Mit Yorck Kronenberg, Klavier (Genuin classics; 2014)
- Mozart: Serenade No. 5, K. 204/213a, Divertimento No. 10, K. 247 «Lodronische Nachtmusik». Dirigent: Sir Roger Norrington (Sony Classical; 2014)
- Ave Maria / Rejoice / Hallelujah. Werke von Händel, Mozart, Bach u. a. Mit Jonah Schenkel, Chor: Zürcher Sängerknaben. Dirigent: Alphons von Aarburg (Tudor; 2015)
- Haydn: Paris Symphonies. Dirigent: Sir Roger Norrington (Sony Classical; 2015)
- ÜberBach. Werke von Arash Safaian. Mit Sebastian Knauer, Klavier; Pascal Schumacher (Neue Meister;  2016) Ausgezeichnet mit einem Echo Klassik 2017
- Bach & Sons 2. Werke von J. S. Bach, C. P. E. Bach, J. Chr. Bach. Mit Sebastian Knauer, Klavier (Berlin Classics; 2017)
- For Seasons. Werke von Vivaldi, Bach, Frahm, Gonzales u. a. Mit Daniel Hope, Violine (Deutsche Grammophon; 2017)  Ausgezeichnet mit einem Echo Klassik 2017
- Journey to Mozart. Werke von Mozart und Zeitgenossen. Mit Daniel Hope, Violine (Deutsche Grammophon; 2018)
- Zwingli – Original Motion Picture Soundtrack. Werke von Diego Baldenweg. Mit Nora Baldenweg, Lionel Baldenweg, Daniel Hope, Violine (Great Garbo Music; 2019)